# 가브리엘 노데

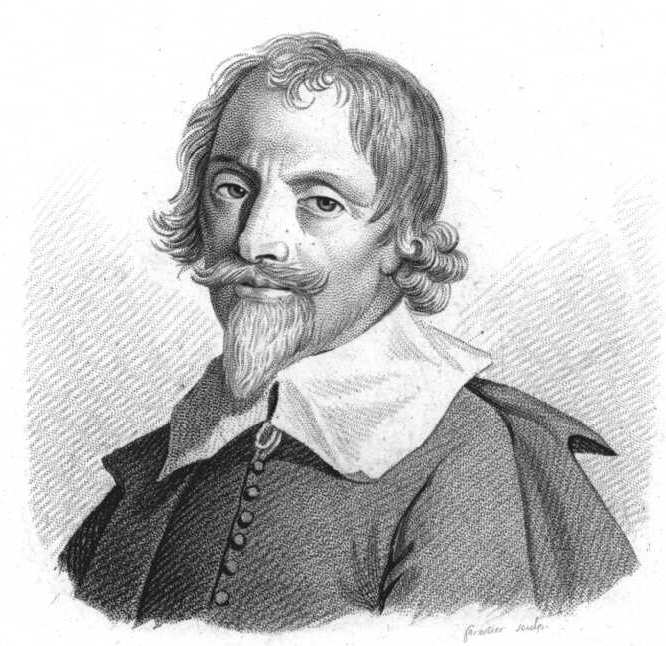
가브리엘 노데

가브리엘 노데(Gabriel Naudé, 1600년 2월 2일 - 1653년 7월 10일)는 프랑스의 사서이자 학자이다. 그는 정치, 종교, 역사, 초자연적 현상 등 다양한 주제로 글을 쓴 다작 작가이다. 1627년에 쓴 저서 <<도서관 설립법>>(Advice on Establishing a Library)은 도서관학에 큰 영향을 미쳤다. 그는 후에 쥘 마자랭 추기경의 도서관을 설립, 운영하면서 <<도서관 설립법>>에 있는 모든 이론을 실천할 수 있었다. 노데는 피에르 벨과 퐁트넬의 선도자이다.

## 생애
노데는 1600년 프랑스 파리의 중산층 가정에서 태어났다. 그의 아버지는 정부의 하급관료였으며 그의 어머니는 문맹이었다. 그는 교사로서의 그의 교육에서의 끈기와 열정으로 서술될 수 있다. 노데는 젊은 나이에 대학에 입학하였고, 거기서 철학과 문법을 배웠다. 그는 나중에 파리와 파두아에서 약학을 전공하였고, (그가 Cesare Cremonini의 수업을 참여한 곳), 루이 13세의 내과의사가 되었다.
20살의 나이로, 그는 처음으로 Le Marfore ou Discours Contre les Lisbelles라는 저술을 펴낸다. 그 저술로 그는 당시 파리 고등법원의 의장이었던 Henri de Mesme의 주목을 받게 된다. 그래서 Mesme는 노데에게 그의 개인 사서 자리를 제안하였다. Mesmes는 당시에 약 8000권 규모의 큰 개인 도서관을 가지고 있었는데 그 도서관은 적절한 자격을 가지고 있는 모든 학자들에게 열린 도서관이었다. Mesme의 도서관에서 노데가 했었던 사서로서의 일은 나중에 그가 쓴 또 다른 저술인 Advice on Establishing a Library을 쓸 경험을 주었다. 노데는 Mesme를 위해 그가 그의 도서관을 짓고 유지하는데 도움이 될 Advice라는 저술을 펴낸다. 1629년에 그는 로마에 있는 Guidi di Bagno 추기경의 사서가 된다. 그리고 Bagni's death가 있었던 1641년에 Francesco Barberini 추기경의 사서가 된다.
Richelieu추기경 의 열망으로, De Imitatione Christi에 대한 Jean Gerson의 권위를 거부하면서 그는 Order of Saint Benedict와 논란을 겪기 시작한다. Richelieu는 노데가 그의 사서가 되길 원했으나, Richelieu가 죽음으로써 노데가 Mazarin추기경 에게 온 비슷한 제안을 받아들이게 한다. 그 이후로 10년동안 그는 Bibliothèque Mazarine'라고 알려진 유럽의 모든 귀족들이 모은 책들을 모으는데 전념한다.